# Pure Shores
Pure Shores is een nummer van de Britse-Canadese meidengroep All Saints uit 2000. Het is de eerste single van hun tweede studioalbum Saints & Sinners. Tevens staat het op de soundtrack van de film The Beach.
Het nummer werd een grote hit in Europa en Oceanië. In het Verenigd Koninkrijk wist het de nummer 1-positie te bereiken. In de Nederlandse Top 40 haalde het de 9e positie, en in de Vlaamse Ultratop 50 de 5e.
In 2013 kreeg het nummer opnieuw aandacht door aanwezigheid in de soundtrack van Grand Theft Auto V onder de fictieve radiozender ‘Non-stop Pop’.